# 몬스터 아일랜드
몬스터 아일랜드(Monster Island)는 미국에서 제작된 마크 앳킨스 감독의 2019년 액션, 모험, SF 영화이다. 에드리언 보쳇 등이 주연으로 출연하였다.

## 출연
- 에드리언 보쳇